# Гэттон, Дэнни
Дэнни Гэттон (англ. Danny Gatton, 4 сентября 1945, Вашингтон, США — 4 октября 1994, Ньюберг, Мэриленд, США) — американский гитарист, сочетавший в своём творчестве кантри, рокабилли, джаз и блюз. Прославился жанровой универсальностью, виртуозной техникой и скоростью игры. Известен также яркими выступлениями, в ходе которых играл пивными бутылками вместо слайда или накрыв гриф гитары полотенцем. Свою музыку называл «реднек-джаз».
Широкого коммерческого успеха не добился, а в конце жизни и вовсе испытывал финансовые трудности. Тем не менее был знаменитой фигурой в клубах Вашингтона, имел признание критиков и коллег-гитаристов. В прессе получил неформальное звание «Величайший неизвестный гитарист на свете». Его игрой восхищались Лес Пол, Эрик Клэптон, Вилли Нельсон, Альберт Ли, Винс Гилл и Стив Вай. Гэттон также был наставником Джо Бонамасса.
Занимал 63-ю позицию в списке «100 величайших гитаристов всех времён» журнала Rolling Stone в редакции 2003 года. По итогам голосования читателей признавался журналом Guitar Player лучшим кантри-гитаристом 1993 года. Победитель ежегодной номинации «Hot Guitarist» журнала Rolling Stone (1989). Номинировался на премию «Грэмми» в категории «Лучшее инструментальное рок-исполнение» (1991) за свой альбом 88 Elmira St.
С 1990 года подразделение Custom Shop компании Fender выпускает именную модель Danny Gatton Signature Telecaster на основе его серьёзно модифицированного инструмента Fender Telecaster 1953 года.

## Биография

### Начало карьеры
Родился в Вашингтоне в семье музыканта — его отец играл на гитаре в оркестре при отеле Willard InterContinental. В детстве Гэттон слушал пластинки из коллекции своих родителей, и его музыкальный вкус сформировался под влиянием блюза, рокабилли, джаза, вестерн-свинга, кантри и других жанров, популярных в 50-е годы. Начал играть на гитаре с девяти лет, вдохновляясь творчеством Леса Пола, а впоследствии таких гитаристов как Чет Аткинс, Скотти Мур, Уэс Монтгомери, Мерл Трэвис, Дуэйн Эдди, Чарли Крисчен и других. В 13 лет стал заниматься гитарой у знаменитого педагога Софоклеса Папаса. Однако после трёх уроков  преподаватель сказал его родителям, что они зря тратят деньги — Гэттон мог правильно сыграть любую партию лишь один раз её услышав.
Подростком начал выступать со своей первой группой The Lancers в заведениях Вашингтона и окрестностях. Первоначально играл на гитарах компании Gibson — Les Paul и ES-295, но в итоге перешёл на Fender Telecaster ‘53. С 1960 года играл с группой The Offbeats. С появлением таких популярных команд как The Beatles, мода на виртуозные гитарные партии стала проходить и музыканты вроде Гэттона перестали цениться в местных клубах. «Мы исполняли старые мелодии, которые нравились нам, а не то, что хотели услышать люди. Все группы, в которых я когда-либо играл, были именно такими», — вспоминал позднее Гэттон. В 1964 году The Offbeats распались и Гэттон, по его собственному выражению, продолжил играть кантри, джаз и рокабилли в своём подвале, а зарабатывал на жизнь выступая с исполнителями соула. Среди коллег он получил прозвище «Усмиритель» (The Humbler), поскольку всегда выигрывал гитарные дуэли, и «Повелитель Телекастера» (The Telemaster) — в соответствии с предпочитаемой им моделью гитары. Впоследствии эти клички подхватила пресса.
В 1964 году он также пробовал работать сессионным музыкантом в Нью-Йорке и Нэшвилле. Гэттон записывался и гастролировал с Бобби Скоттом, Бобби Чарльзом, Барбарой Мандрелл и Сонни Джеймсом. Кроме того, в Нэшвилле, он познакомился с Роем Бьюкененом, с которым вместе снимал комнату — они стали друзьями и соратниками, проводили совместные джем-сейшны и как гитаристы по-дружески соперничали. Однако сессионная деятельность музыканту не понравилась — его не устраивал стандартный репертуар, работа в коллективах с незнакомыми людьми и пребывание вдали от друзей и семьи. В итоге он вернулся в Вашингтон и продолжил играть в клубах, где получил широкую известность как гитарист-виртуоз. Параллельно Гэттон с подачи своего отца, который считал, что сын не сможет прожить, будучи музыкантом, профессионально занимался металообработкой. В 22 года, вскоре после женитьбы, бросил эту работу и посвятил себя музыке полностью. В 1975 году записал со своей группой The Fat Boys дебютный альбом American Music, а затем диск Redneck Jazz (1978).
В конце 70-х годов музыкант предпринял попытку сессионной работы в Лос-Анджелесе, но его не устроил низкий уровень пригласивших его музыкантов и он снова вернулся домой. После выхода сольных альбомов, Гэттон стал получать новые предложения о сотрудничестве от известных исполнителей. В 1979 году Ловелл Джордж позвал его на свой концерт и попросил отправиться с ним в турне, но коллаборация не состоялось — Джордж вскоре умер от передозировки наркотиков. В 1980 году Гэттон гастролировал и записывался с Роджером Миллером, а позднее с Робертом Гордоном. В том же году, работая в своём гараже, музыкант травмировал сухожилия правой руки и в итоге год не мог играть. Вылечившись, он в нарушение указаний врача, подвинул тяжёлый кабинет, повредил руку снова и с тех пор не мог исполнять некоторые приёмы. В 1984 году музыкант записал совместный альбом с гитаристом Томом Принчипато Blazing Telecasters.
В силу особенностей характера, Гэттон редко выпускал альбомы, неохотно гастролировал и не хотел переезжать в такие музыкальные центры как Нью-Йорк, Лос-Анджелес или Нэшвилл для расширения своей популярности за счёт сессионной работы. Вместо этого музыкант старался максимальное время проводить со своей семьёй на ферме в штате Мэриленд, где его предки изначально поселились ещё до Войны за независимость США. По этой причине он брался в основном за локальную работу и отклонил ряд выгодных для карьеры предложений от артистов, которые хотели видеть его своим гитаристом — Джона Фогерти, Бонни Рэйтт и аккомпанирующей группы популярной телепрограммы The Tonight Show. С учётом этих особенностей, а также из-за сложного и эклектичного стиля, не попадавшего в чёткие жанровые категории, Гэттон не смог добиться широкой популярности и коммерческого успеха.

### Признание и смерть
Альбом Unfinished Business (1987), наконец, принёс Гэттону известность в музыкальной прессе. Диск впоследствии занял 10 место в списке «Top-50 гитарных альбомов 80-х годов» издания Guitar World. Журнал Guitar Player поместил Гэттона на обложку, назвал его «Величайшим неизвестным гитаристом на свете» и задался вопросом: «Кто из знаменитых гитаристов смог бы его превзойти?». В 1989 году Гэттон победил в ежегодной номинации «Hot Guitarist» журнала Rolling Stone, который также удивился: «Он самый быстрый гитарист из ныне живущих, как же получилось, что никто о нём не знает?». В рамках серии «Hot Licks» вышло две видеошколы, в которых Гэттон рассказывал о своём стиле и технике игры. Музыкант стал появляться на телевидении — MTV, CBS Evening News’ Nightwatch,  Austin City Limits. Также он провёл аншлаговый гитарный семинар в Музыкальном колледже Беркли. В 1990 году подразделение Custom Shop фирмы Fender начало производство модели Danny Gatton Signature Telecaster — самой дорогой в линейке именных гитар компании на тот момент.
Благодаря такой известности, Гэттон впервые заключил контракт с крупным лейблом (Elektra) — на семь альбомов. Диск 88 Elmira St (1991) принёс ему номинацию на премию «Грэмми» в категории «Лучшее инструментальное рок-исполнение». В 1992 году Гатон совместно с другими музыкантами записал джазовый альбом The New York Stories. В поддержку собственного диска Cruisin' Deuces (1993) он впервые провёл сольные гастроли по США. Несмотря на признание критиками, продажи его работ были низкими и в итоге он лишился контракта с Elektra. Ещё одним ударом для Гэттона стала смерть от сердечного приступа его ритм-гитариста Билли Виндзора, с которым он работал более 20 лет. В альбоме Relentless (1994) артист сотрудничал с джазовым органистом Джоуи Дефранческо и в поддержку этой работы гастролировал по Европе. Хотя диск получил хвалебные рецензии, коммерчески ситуацию для Гэттона не изменил. Его финансовое положение было неважным и музыкант, в частности, был раздосадован, что не мог закончить реставрацию своего дома.
4 октября 1994 года Гэттон после короткой перепалки с женой заперся в гараже на своей ферме в городе Ньюберг, штат Мэриленд, и покончил жизнь самоубийством, выстрелив себе в голову. Музыкант не оставил предсмертной записки, но его брат и некоторые коллеги впоследствии отмечали, что на протяжении жизни он страдал от депрессии и его состояние постепенно ухудшалось, что, вероятно, и стало главной причиной случившегося. В 1995 году состоялась серия концертов в память о Гэттоне и с целью поддержки его семьи. В мероприятиях приняли участие Лес Пол, Джеймс Бёртон, Альберт Ли, Арлен Рот и другие музыканты. Многие вещи артиста были также проданы на аукционе. В 1998 году прошёл ещё один трибью-концерт, деньги от которого пошли на обучение дочери Гэттона в колледже — на мероприятии среди прочих играли Винс Гилл, Альберт Ли, Родни Кроуэлл, Стив Эрл, Арлен Рот, Амос Гарретт и Джон Джордженсон. В 2015 году 30 различных музыкантов, в том числе коллеги и почитатели Гэттона, также сыграли концерт в его честь.
В настоящий момент в производстве находится два документальных фильма о Гэттоне — The Humbler и Anacosta Delta. Второй также коснётся Роя Бьюкенена, который был другом Гэттона и чья жизнь, карьера, положение в индустрии и обстоятельства смерти во многом сходны с его собственной судьбой.

## Личная жизнь
Был женат 26 лет на Джейн Гэттон. У них есть дочь — Холли Гэттон. Семья имела для Гэттона ключевое значение и близость к родным была одной из причин, по которой он не брался за выгодную гастрольную работу, а проводил основное время в Мэриленде. Сам он в свете своей карьеры отмечал, что если бы не его жена, имевшая стабильную работу, он бы жил в парке Лафайет в коробке от стиральной машины и с жестяной кружкой исполнял песню «Willie and the Hand Jive».
Помимо музыки, Гэттон с 16 лет увлекался винтажными автомобилями и их кастомизацией, в частности, стрит-родами 30-х—50-х годов. Свои машины он иногда  продавал в сложной финансовой ситуации. В 1990 году музыкант расстался со своей гитарой Fender Telecaster 1953 года, чтобы заполучить четырёхдверный седан 1934 Ford стоимостью порядка $18 тыс. и в итоге был крайне доволен сделкой. С тех пор он играл на реплике, которую для него сделала компания Fender.

## Дискография
| Студийные альбомы - American Music (1975) - Redneck Jazz (1978) - Blazing Telecasters (1984, с Томом Принчипато) - Unfinished Business (1987) - 88 Elmira St. (1991) - The New York Stories (1992, с Бобби Уотсоном, Роем Харгроу и др.) - Cruisin' Deuces (1993) - Relentless (1994, с Джоуи Дефранческо) Прочее - Portraits (1998) [неизданное, 80-е—90-е годы] - Untouchable (1998) [неизданное, 1977—1987] - Hot Rod Guitar: The Danny Gatton Anthology (1999) | Концертные альбомы - Redneck Jazz Explosion, Vol. 1 (1996) [запись 1978 года] - Humbler: Live (1996) [запись 1976—1978 годов] - In Concert (1997) [запись 1994 года] - Funhouse (2005) [запись 1988 года] - Oh No! More Blazing Telecasters (2005) [запись 1984 года] - Redneck Jazz Explosion, Vol. 2 (2006) [запись 1978 года] - Live in 1977: The Humbler Stakes His Claim (2007) Видеошколы - Licks & Tricks - Telemaster! - Strictly Rhythm Guitar |